# Sapranthus viridiflorus
Sapranthus viridiflorus G.E. Schatz – gatunek rośliny z rodziny flaszowcowatych (Annonaceae Juss.). Występuje naturalnie w Nikaragui, Kostaryce oraz Panamie. 

## Morfologia
PokrójZimozielone drzewo dorastające do 12 m wysokości. Młode pędy są owłosione.
LiścieMają kształt od eliptycznego do podłużnie odwrotnie owalnego. Mierzą 6–30 cm długości oraz 3–12 szerokości. Są owłosione od spodu. Nasada liścia jest klinowa. Wierzchołek jest spiczasty lub ogoniasty. Ogonek liściowy jest owłosiony i dorasta do 4–10 mm długości.
KwiatySą pojedyncze. Rozwijają się na szczytach pędów. Działki kielicha mają trójkątny kształt i dorastają do 7–8 mm długości. Płatki zewnętrzne mają lancetowaty kształt i dorastają do 2,5–3 mm długości, natomiast wewnętrzne są owalne i mierzą 2,5–3 mm długości. Mają około 60 pręcików i 2–5 słupków.
OwoceSą pojedyncze. Mają podłużnie cylindryczny kształt. Osiągają 10 mm długości oraz 4,5 mm średnicy. Mają zielonkawą barwę.

## Biologia i ekologia
Rośnie w wilgotnych wiecznie zielonych lasach. Występuje na terenie nizinnym. Kwitnie od stycznia do lutego, natomiast owoce pojawiają się od kwietnia do sierpnia.